# Медоу-Вейл (Кентуккі)
Медоу-Вейл (англ. Meadow Vale) — місто (англ. city) в США, в окрузі Джефферсон штату Кентуккі. Населення — 730 осіб (2020).

## Географія
Медоу-Вейл розташований за координатами 38°17′0″ пн. ш. 85°34′22″ зх. д. / 38.28333° пн. ш. 85.57278° зх. д. (38.283337, -85.572728).  За даними Бюро перепису населення США в 2010 році місто мало площу 0,53 км², уся площа — суходіл. В 2017 році площа становила 0,50 км², уся площа — суходіл.

## Демографія
Згідно з переписом 2010 року, у місті мешкало 736 осіб у 277 домогосподарствах у складі 219 родин. Густота населення становила 1378 осіб/км².  Було 286 помешкань (535/км²).
Расовий склад населення:
| - 92,3 % — білих - 4,5 % — чорних або афроамериканців - 0,8 % — азіатів - 1,9 % — осіб інших рас |

До двох чи більше рас належало 0,5 %. Частка іспаномовних становила 3,8 % від усіх жителів.
За віковим діапазоном населення розподілялося таким чином: 24,5 % — особи молодші 18 років, 56,1 % — особи у віці 18—64 років, 19,4 % — особи у віці 65 років та старші. Медіана віку мешканця становила 43,7 року. На 100 осіб жіночої статі у місті припадало 88,7 чоловіків;  на 100 жінок у віці від 18 років та старших — 88,5 чоловіків також старших 18 років.
Середній дохід на одне домашнє господарство  становив 74 426 доларів США (медіана — 67 125), а середній дохід на одну сім'ю — 84 296 доларів (медіана — 72 500). Медіана доходів становила 44 479 доларів для чоловіків та 45 417 доларів для жінок. За межею бідності перебувало 2,9 % осіб, у тому числі 0,0 % дітей у віці до 18 років та 5,9 % осіб у віці 65 років та старших.
Цивільне працевлаштоване населення становило 353 особи. Основні галузі зайнятості: освіта, охорона здоров'я та соціальна допомога — 22,9 %, роздрібна торгівля — 13,6 %, фінанси, страхування та нерухомість — 11,3 %, виробництво — 10,8 %.